# Gare de Saint-Sulpice (Tarn)
Ne doit pas être confondu avec Gare de Saint-Sulpice-Laurière, Gare de Saint-Sulpice - Auteuil ou Gare de Saint-Sulpice - Izon.
La gare de Saint-Sulpice (Tarn) est une gare ferroviaire française de la ligne de Brive-la-Gaillarde à Toulouse-Matabiau via Capdenac et la ligne de Montauban-Ville-Bourbon à La Crémade (vers Castres) située sur le territoire de la commune de Saint-Sulpice-la-Pointe dans le département du Tarn, en région Occitanie.
Elle est mise en service en 1864 par la Compagnie du chemin de fer de Paris à Orléans (PO).
C'est une gare voyageurs de la Société nationale des chemins de fer français (SNCF) du réseau TER Occitanie, desservie par des trains express régionaux.

## Situation ferroviaire
Établie à 112 mètres d'altitude, la gare de Saint-Sulpice (Tarn) est située au point kilométrique (PK) 365,947 de la ligne de Brive-la-Gaillarde à Toulouse-Matabiau via Capdenac, entre les gares ouvertes de Rabastens - Couffouleux et de Roquesérière - Buzet.
Gare de bifurcation, elle est également située au PK 249,391 de la ligne de Montauban-Ville-Bourbon à La Crémade entre les gares fermées de Buzet-sur-Tarn et Saint-Jean-de-Rives. La section vers Montauban est déclassée. La section vers La Crémade est ouverte, la première gare ouverte étant celle des Cauquillous, après Saint-Jean-de-Rives.

## Histoire
La gare de « Saint-Sulpice » est mise en service le 24 octobre 1864 par la Compagnie du chemin de fer de Paris à Orléans (PO), lorsqu'elle ouvre à l'exploitation la ligne de  Toulouse à Lexos.
Le total des recettes effectuées en gare de Saint-Sulpice (local et transit) est de 306 719 francs en 1897, de 234 065 francs en 1901 et de 258 099 francs en 1903.
Entre 2011 et 2013 est créé une double voies entre Toulouse et Saint-Sulpice-la-Pointe.
En 2014, c'est une gare voyageurs d'intérêt régional (catégorie B : la fréquentation est supérieure ou égale à 100 000 voyageurs par an de 2010 à 2011), qui dispose de trois quais (dont deux centraux), sept abris et deux passerelles. La même année, selon les estimations de la SNCF, la fréquentation annuelle de l'établissement était de 392 002 voyageurs en 2014 et de 423 116 voyageurs en 2015, et de 433 790 voyageurs en 2016. Ce qui en fait la gare la plus fréquentée du département.
Le 23 novembre 2016, les fortes rafales de vent causées par un orage ont emporté sur les voies une partie du toit du bâtiment voyageurs.
La fréquentation de la gare augmente à nouveau en 2017. Elle s'établit désormais à près du demi-million, soit 462 238 voyageurs annuels.

### Fréquentation
L'évolution de la fréquentation de la gare est présentée dans le tableau ci-dessous.
| Année                      | 2015    | 2016    | 2017    | 2018    | 2019    | 2020    | 2021    | 2022    | 2023    |
| -------------------------- | ------- | ------- | ------- | ------- | ------- | ------- | ------- | ------- | ------- |
| Voyageurs seuls            | 423 116 | 433 790 | 462 238 | 386 354 | 475 920 | 428 034 | 497 472 | 576 379 | 606 070 |
| Voyageurs et non voyageurs | 528 895 | 542 237 | 577 797 | 482 942 | 594 900 | 535 043 | 621 840 | 720 474 | 757 588 |

## Service des voyageurs

### Accueil

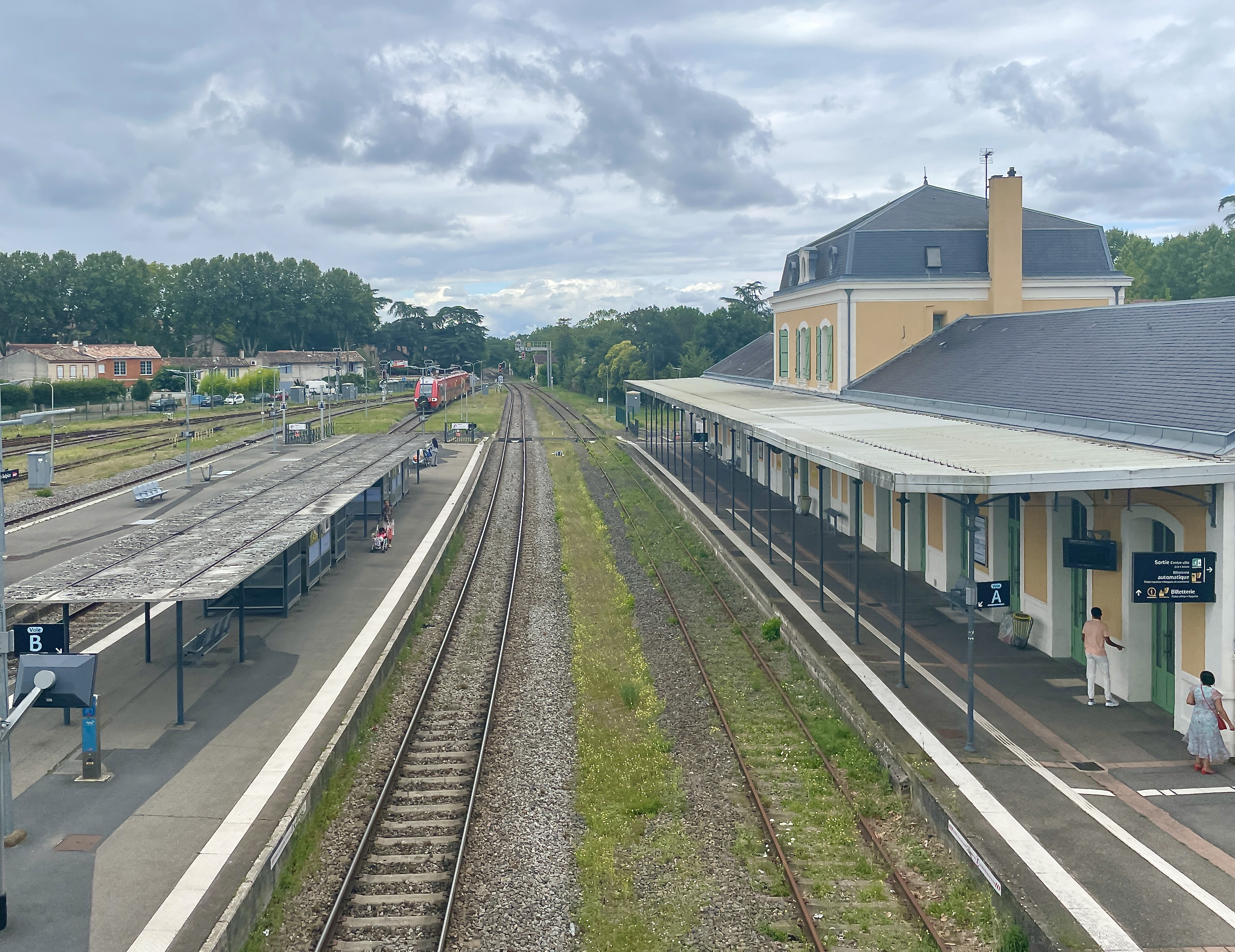
Les différents quais de la gare.

Gare SNCF, elle dispose d'un bâtiment voyageurs, avec guichet, ouvert tous les jours. Elle est équipée d'automates pour l'achat de titres de transport TER. C'est une gare « Accès-Plus » avec des aménagements, équipements et services pour les personnes à la mobilité réduite.

### Desserte
Saint-Sulpice est desservie par des trains TER Occitanie des relations suivantes :
- Toulouse-Matabiau - Mazamet[12] ;
- Toulouse-Matabiau - Albi[13] ;
- Toulouse-Matabiau - Capdenac[14].

Au-delà d'Albi, certains de ces trains sont en provenance ou à destination de Carmaux ou de Rodez.
Étant donc le début du tronc commun de trois lignes commerciales (Capdenac, Rodez et Mazamet), l'offre entre Saint-Sulpice et Toulouse est relativement importante, avec au moins 34 allers-retours chaque jour du lundi au vendredi.

### Intermodalité
Un parc pour les vélos (9 consignes individuelles, 20 accroches-vélos et 56 places en consigne collective) et un parking (170 places) pour les véhicules y sont aménagés.
Elle est desservie par des bus du réseau régional liO (lignes 702, 709, 717 et 765) et par des cars, à tarification SNCF, des lignes : Toulouse - Albi et Toulouse - Mazamet.
La gare est également desservie par l'ensemble des deux lignes du réseau urbain de Saint-Sulpice, Le Sulpicien.